# Никола Деведжиев
Никола Тенев Деведжиев е български печатар и комунист от Македония.

## Биография
Никола Деведжиев е роден през 1891 година в град Кукуш, тогава в Османската империя, днес в Гърция. Емигрира в Свободна България, където се занимава с печатане на комунистическа и марксистка литература. В печатницата му „Гутенберг“, разположена зад днешната минерална баня, се печата в 1919 - 1920 година горноджумайският вестник „Македонска сълза“.
Мести се в София, където е собственик е на печатниците „Съгласие“ и „Доверие“ на улица „Цар Самуил“. Участва в Септемврийското въстание от 1923 година.